# Buštěhrad (hrad)
Buštěhrad je zřícenina hradu částečně pohlcená mladší zástavbou ve stejnojmenném městě v okrese Kladno. Od roku 1967 je zapsán jako kulturní památka.

## Historie

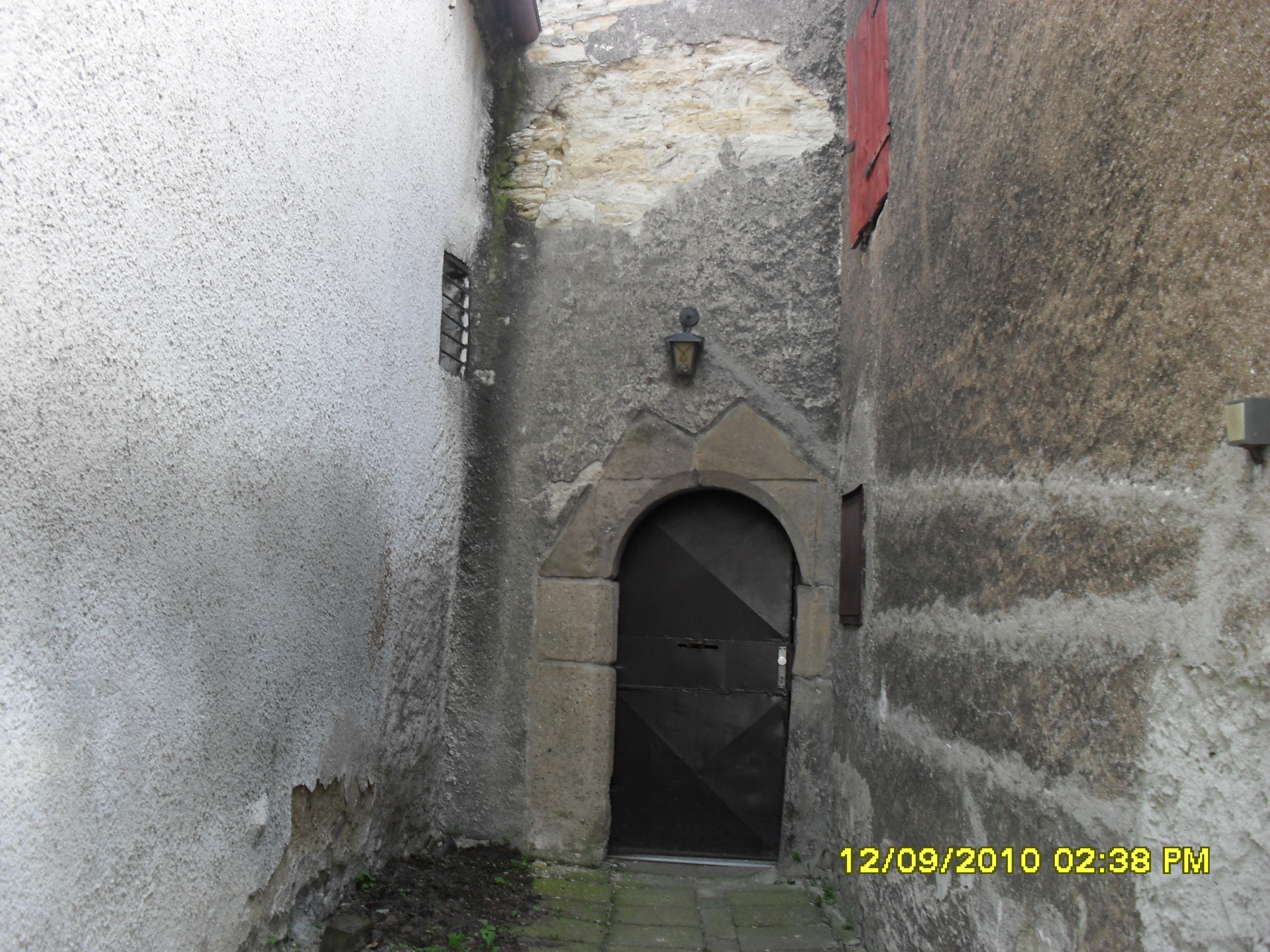
Branka

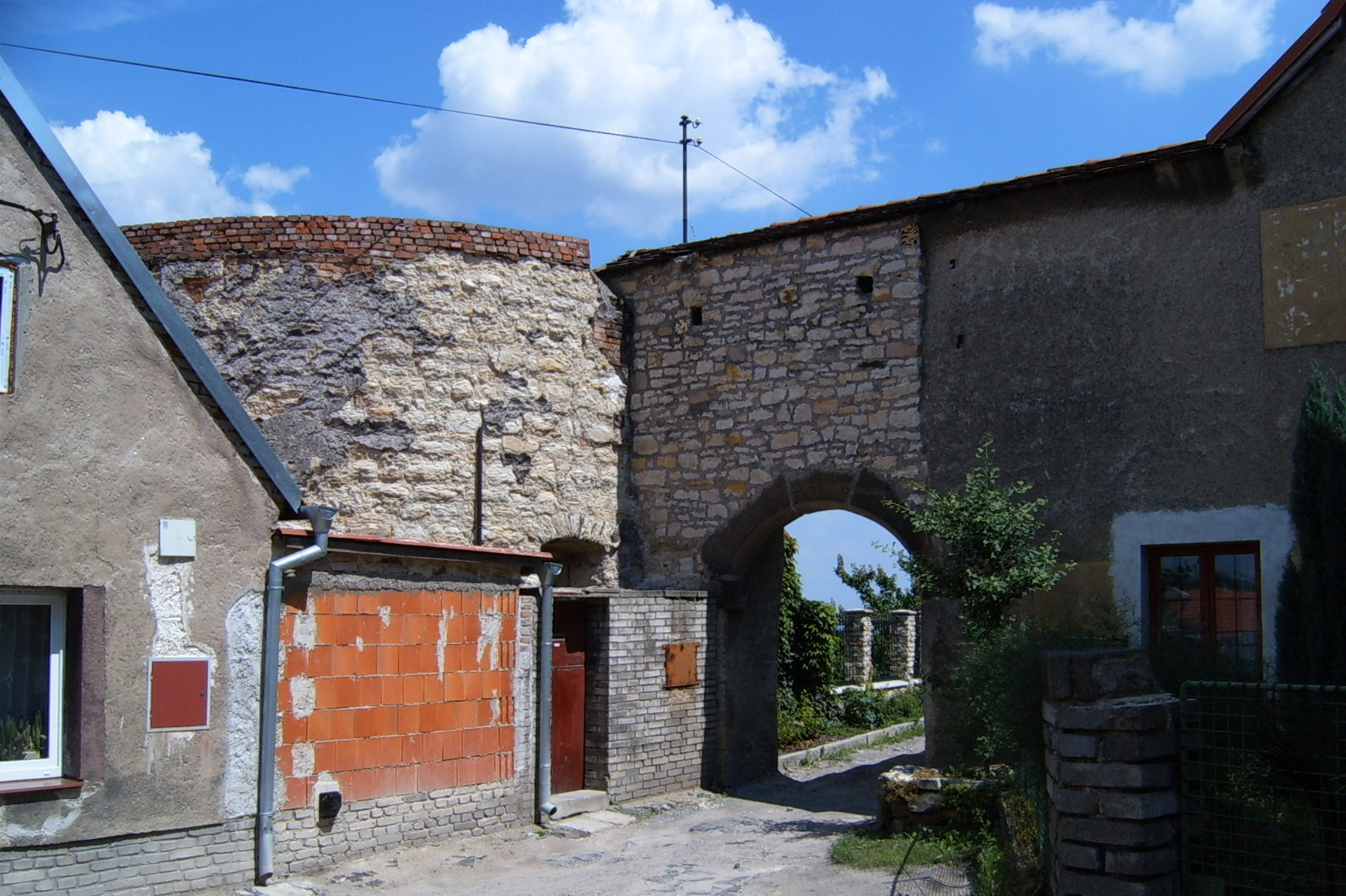
Západní brána s baštou

Ve druhé polovině 14. století vesnici Buštěhrad spoluvlastnili zemané z Braškova a rodina pražských měšťanů Rokycanských. Jedni z nich zde v té době postavili tvrz. Ve vesnici se potom vystřídala řada majitelů, až ji, už spojenou v jeden celek, získal krátce před rokem 1440 pan Jindřich Libštejnský z Kolovrat. Jeho rodu Buštěhrad patřil až do roku 1630.
V roce 1450 tvrz neúspěšně obléhalo vojsko Jiřího z Poděbrad. Někdy poté byla tvrz velkoryse přestavěna ve stylu pozdní gotiky a nově opevněna. Za Zdeňka z Vartenberka, manžela Kateřiny Bezdružické z Kolovrat byl hrad v sedmdesátých až osmdesátých letech 16. století renesančně přestavěn, ale pevnostní podoba sídla zůstala zachována. Přestavbu vedli mistr Ambrož Vlach a stavitel Ulrico Aostalli.
Roku 1630 získal Buštěhrad jako věno sasko‑lauenburský vévoda František Julius, který se oženil s Annou Magdalenou z Lobkovic, vdovou po Janu Zbyňkovi Novohradském z Kolovrat. O dva roky později byl při ústupu saského vojska z Prahy hrad vypálen, a protože Anna Magdalena žila na zámku v Zákupech, nebyl už zřejmě opraven. Nová majitelka panství, Anna Marie Františka Toskánská, nechala postavit nový zámek, při jehož stavbě bylo částečně použito zdivo opuštěného hradu.

## Stavební podoba
Podoba hradu postaveného v nevýhodné poloze je vzhledem k členité zástavbě nejasná. Minimálně na západní a jižní straně byl hrad chráněn dosud patrným příkopem. Na východní straně stálo opevněné předhradí chráněné velkým bollwerkem. Průjezdní hradní jádro mělo přibližně obdélný půdorys. Hlavní tíhu aktivní obrany nesly mohutné dělostřelecké věže a bašty. Jedna z bašt se částečně dochovala spolu se západní branou, která byla navíc z druhé strany chráněna polygonální věží s mnoha střílnami. Podobná věž podle historických vyobrazení stávala v protilehlé části hradu.
Původní tvrz, tzv. Starý palác, která stála v místech domů čp. 24 a 25 (Hradní 24/8, 25/6), byla později rozšířena o další křídla na parcelách domů čp. 15 (Starý hrad 15/7) a 130 (Hradní 130/10). Během renesanční přestavby byl postaven další palác, jehož část se dochovala ve zdivu domů čp. 23 (Hradní 23/7), 26 (Hradní 26/4), 151 (Hradní 151/5) a 379 (Hradní 319/5?).